# Крепкий орешек 4.0
«Крепкий орешек 4.0»(англ. Live Free or Die Hard) — американский остросюжетный боевик 2007 года режиссёра Лена Уайзмана, четвёртый фильм франшизы «Крепкий орешек». Он основан на статье «Прощай, оружие», написанной для журнала «Wired» Джоном Карлином. Название фильма адаптировано из девиза штата Нью-Гэмпшира «Живи свободно или умри».
В фильме детектив полиции Нью-Йорка Джон Макклейн (Брюс Уиллис) пытается остановить кибертеррориста (Тимоти Олифант), который взламывает правительственные и коммерческие компьютеры по всей территории США с целью начать кибератаку «пожарной продажи», которая отключит ключевые элементы инфраструктуры страны. Также снялись Джастин Лонг, Клифф Кертис и Мэгги Кью.
Фильм был выпущен в США 27 июня 2007 года. Фильм заработал 388 миллионов долларов по всему миру, что делает его самым кассовым фильмом во франшизе. Он получил в целом положительные отзывы от критиков, которые назвали фильм возвращением к форме сериала. Это единственный фильм франшизы, который был выпущен с рейтингом PG-13 от MPAA, хотя позднее была выпущена расширенная версия. Пятый фильм, «Крепкий орешек: Хороший день, чтобы умереть», был выпущен в 2013 году.

## Сюжет
События фильма происходят через 12 лет после предыдущей части.
Несколько хакеров по заказу некой таинственной корпорации создают особенно эффективные программы по взлому защищённой информации. Вскоре после этого их начинают убивать одного за другим, закладывая взрывчатку в их компьютеры, которая активируется по команде самого пользователя. Таинственная корпорация оказывается группой кибертеррористов во главе с бывшим сотрудником министерства обороны Томасом Гэбриэлом. Используя программы хакеров, они взламывают сеть ФБР и начинают внедрять в жизнь план по разрушению инфраструктуры США.
Джон Макклейн, ставший детективом, развелся с женой и безуспешно пытается наладить и без того плохие отношения с повзрослевшей дочерью Люси, живущей в Ратгерсе. Начальник Джона связывается с ним по рации, видя, что тот в Нью-Джерси, благодаря маячкам слежения на всех машинах спецслужб, и просит отправиться в соседний округ Кэмден. ФБР просит полицию о помощи и чтобы старший детектив забрал хакера Мэтью Фаррелла и привез в Вашингтон для допроса. Но когда Макклейн приезжает в квартиру Фаррелла, на них нападают наёмники корпорации. В ходе борьбы случайно активируется заложенная взрывчатка в компьютере Фаррелла и два наемника погибают. Отбившись, Макклейн и Фаррелл уезжают в Вашингтон.
Тем временем террористы отключают систему управления дорожным движением и создают аварийную ситуацию во всех правительственных зданиях. Макклейн находит заместителя директора ФБР Боумэна и пытается передать ему Фаррелла, но заместитель директора сообщает, что допросом хакеров занимается другое ведомство. В сопровождении агентов ФБР Макклейн и Фаррелл перемещаются по Вашингтону. Террористам удаётся определить их местоположение. Узнав в операторе ту, что общалась с Фаррелом во время написания кода, Джон понимает, что их ведут террористы и на связь выходит сам Гэбриэл. Взломав сервер соцобеспечения, он узнает все о Джоне и предлагает Макклейну самому убить Фаррелла в обмен на огромную пенсию и обеспечение детей. После грубого отказа Джона на уничтожение группы они отправляют вертолёт. Они пытаются укрыться в тоннеле, тогда Гэбриэл устраивает в нём хаос, открыв въезд в тоннель по всем полосам с двух концов, отключив освещение. Выжив в массовом ДТП, Джон садится в машину, разгоняет и выпрыгивает из неё на ходу. Используя терминалы оплаты въезда как трамплин, он сбивает машиной вертолёт.
Сообщница Гэбриэла Мэй Лин, переодевшись агентом ФБР, проникает на энергостанцию в Западной Вирджинии. Мэтью разгадал замысел кибертеррористов, и туда вскоре наведываются Макклейн и Фаррелл. Макклейн в схватке убивает Мей Лин, а Фаррелл пытается отменить отключение энергоснабжения восточной части страны. Они снова входят в контакт с Гэбриэлом, и Макклейн сообщает ему о смерти его людей. Взбешённый Гэбриэл направляет по трубам на станцию природный газ, и она тут же взрывается. Тем не менее, Макклейн и Фаррелл успевают выбраться оттуда.
Они отправляются на вертолёте к давнему другу Фаррелла Уорлоку в Балтимор, замечая, что половина восточной части страны осталась без света. Уорлок рассказывает им, что Гэбриэл раньше работал в АНБ и пытался доказать, что система обороны США несовершенна, но его способности там не оценили и уволили. Уорлок нашёл фрагмент кода, что писал Фаррел на серверах здания соцобеспечения на окраине Балтимора в Вудлоне. Судя по огромным градирням системы охлаждения, в здании расположено много мощных серверов. На самом деле это здание — резервное хранилище данных АНБ, куда стекается вся финансовая информация США, в случае террористической атаки на правительственные здания, устроенной Гэбриэлом, а Гэбриэл был автором этой системы, о чём не знал даже замдиректора ФБР Боумэн. После срабатывания сигнализации в Вудлоне замдиректора ФБР отправляет к зданию АНБ истребитель F-35. Уорлок пытается проникнуть в сеть Гэбриэла, но бывший агент вычисляет его и блокирует эту попытку. Подключившись к веб-камере Уорлока, он снова видит МакКлейна. Джон пытается заговорить Гэбриэла, пока Уорлок пытается определить его местонахождение, но от террориста Макклейн узнаёт, что Гэбриэл вот-вот возьмет в заложники его дочь. Уорлок определяет, что Гэбриэл в Вудлоне и Джон отправляется спасать дочь.
Он и Фаррелл проникают в здание АНБ, где Гэбриэл и его команда скачивают секретные данные по финансовой системе Америки. Фарелл пытается этому помешать и ставит на компьютер пароль. Гэбриэл забирает его и Люси и уезжает. Макклейну удаётся запрыгнуть на крышу грузовика Гэбриэла, который он берёт под своё управление. Гэбриэл замечает это и, обнаружив рядом истребитель, взламывает его систему, давая разрешение на применение оружия, и, заглушив его рацию, выдает себя за диспетчера, приказывая F-35 уничтожить грузовик с Макклейном. Самолёт, используя возможности вертикального взлета, зависает и расстреливает грузовик Макклейна в упор, но обломки путепровода по которому ехал грузовик попадают в его двигатель вертикального взлета и истребитель теряет управление. Макклейн запрыгивает на хвостовое крыло истребителя, когда грузовик падает в пропасть. Пилот катапультируется, Макклейн спрыгивает и съезжает по обломкам путепровода вниз и остаётся в живых после взрыва самолёта. Он догоняет Гэбриэла в ангаре, из которого преступники собирались бежать. Макклейн получает пулю в плечо, Гэбриэл приставляет пистолет к ране Джона, и говорит что убьет и Мэтью, и его дочь, заставляя Макклейна смотреть на это. Джон, сказав свою коронную фразу, нажимает на палец Гэбриэла и убивает его, прострелив ещё раз свое плечо. Мэтью убивает второго террориста, державшего Люси. В этот момент в ангар прибывает Боумэн и сотрудники ФБР.

## В ролях
| Актёр        | Роль          |
| ------------ | ------------- |
| Брюс Уиллис  | Джон Макклейн |
| Джастин Лонг | Мэтью Фэррел  |

| Актёр              | Роль          |
| ------------------ | ------------- |
| Тимоти Олифант     | Томас Гэбриэл |
| Мэгги Кью          | Мэй Лин       |
| Джонатан Садовский | Трей          |
| Эндрю Фридман      | Каспер        |
| Йорго Константин   | Руссо         |
| Эдоардо Коста      | Эмерсон       |
| Сирилл Раффаелли   | Рэнд          |
| Крис Палермо       | Дел           |
| Чад Стахелски      | террорист     |
| Мэтт Макколм       | террорист     |

| Актёр         | Роль                                |
| ------------- | ----------------------------------- |
| Клифф Кертис  | заместитель директора Мигель Боуман |
| Желько Иванек | агент Молина                        |
| Кристина Чанг | агент Тэйлор                        |
| Сон Кан       | агент Радж                          |
| Янси Ариас    | агент Джонсон                       |
| Брэд Мартин   | агент Лафлин                        |

| Актёр                 | Роль                          |
| --------------------- | ----------------------------- |
| Мэри Элизабет Уинстэд | Люси МакКлейн                 |
| Кевин Смит            | Фредерик «Уорлок» Калудис     |
| Тим Расс              | агент АНБ Чак Саммер          |
| Джо Герети            | агент АНБ Джек Парри          |
| Крис Эллис            | капитан полиции Джек Скалвино |
| Мэтью О’Лири          | Клэй Уилер                    |
| Джейк Макдорман       | парень Люси Джим              |
| Розмари Науэр         | миссис Калудис                |

## Съёмки
Сюжет фильма основан на давнем сценарии Дэвида Маркони «WW3.com». Используя статью Джона Карлина «Прощай, оружие» из журнала Wired, Маркони написал историю об атаке кибертеррористов на США. Но после событий 9-11 проект был заморожен. Восстановлен Дугом Ричардсоном и впоследствии Марком Бомбаком только через несколько лет в виде очередной части «Крепкого орешка».
В 2005 году Уиллис рассказал, что фильм будет называться «Крепкий орешек 4.0» (Die Hard 4.0), так как его сюжет вращается вокруг различных компьютерных технологий. 20th Century Fox позже анонсировала название как «Live Free or Die Hard» (Живи свободно или Умри сражаясь), которое основывалось на девизе американского штата Нью-Гэмпшир «Живи свободно или умри». В итоге в США фильм вышел под названием «Live Free or Die Hard», а за их пределами — «Крепкий орешек 4.0».
Съёмки начались в даунтауне Балтимора (Мэриленд) 23 сентября 2006. 24 января 2007 Уиллис получил травму во время одной из боевых сцен. Травма была несерьёзной, и Уиллис просто пролежал дома.
Каскадёр-двойник Уиллиса Ларри Риппенкройгер получил серьёзную травму, когда упал с восьми метров на тротуар. Он разбил лицо и сломал несколько костей. Съёмки пришлось на некоторое время остановить. Уиллис снял номер в отеле для родителей Риппенкройгера и несколько раз навещал его в больнице.
На роль дочери Макклейна пробовалось множество известных актрис, включая Джессику Симпсон, Уафах Дюфор и Бритни Спирс. На роль также желали попасть Пэрис Хилтон и Тэйлор Фрай, которая играла дочь МакКлейна в первом фильме 1988. В итоге роль Люси досталась Мэри Элизабет Уинстэд.
Одного из террористов играет французский каскадёр и трейсер Сирил Рафаэли. Его трюки в стиле паркур стали основой нескольких боевых сцен (при первой атаке террористов на Макклейна, при драке в градирне и пр.).